# شاهين عمرانوف
شاهين عمرانوف (مواليد 23 سبتمبر 1980) هو ملاكم أذربيجاني، مثّل بلاده في الألعاب الأولمبية الصيفية في دورتي 2004 و2008.

## روابط خارجية
شاهين عمرانوف على موقع أوليمبيديا (الإنجليزية)